# Shea Charles
Shea Emmanuel Charles (ur. 5 listopada 2003 w Manchesterze) – północnoirlandzki piłkarz występujący na pozycji pomocnika w angielskim klubie Southampton oraz w reprezentacji Irlandii Północnej.

## Kariera klubowa
Charles występował w juniorskich drużynach Manchesteru City. Zadebiutował w seniorskiej piłce klubowej 28 maja 2023 roku w przegranym 0:1 meczu Premier League przeciwko Brentford F.C., zmieniając w 63 minucie spotkania Nathana Ake. Był to jedyny występ w pierwszej drużynie Manchesteru City. 12 lipca 2023 roku został zawodnikiem Southampton.

## Kariera reprezentacyjna
W reprezentacji Irlandii Północnej zadebiutował 2 czerwca 2022 roku w przegranym 0:1 meczu przeciwko Grecji.